# أدينوسين أحادي الفوسفات منقوص الأكسجين
أدينوسين أحادي الفوسفات منقوص الأكسجين (بالإنجليزية: Deoxyadenosine monophosphate (dAMP)) هو ريبونوكليوتيد منقوص الأكسجين يتكون من قاعدة أدينين مرتبطة بريبوز منقوص الأكسجين مرتبط بدوره بمجموعة فوسفات، يسمى كذلك حمض الأدينيليك منقوص الأكسجين وهو حمض مرافق.
الـ(أ.أ.ف.م) أحد مونومرات الحمض النووي الصبغي ويدخل في تركيبه، حيث يترابط الأدينين مع الثايمين بواسطة روابط هيدروجينية، الريبونوكليوسيد الموافق له هو الأدينوسين أحادي الفوسفات.